# Ola Fougstedt
Ola Fougstedt, född 18 mars 1812i Kågeröds socken, Malmöhus län, död där 5 april 1876
, var en svensk klockare och träsnidare.
Han var son till klockaren Magnus Fougstedt och gift med Cicilia Wittgren samt far till Lorenz Fougstedt. Han var verksam som klockare i Kågeröd, vid sidan av sitt arbete snidade han symboliska kyrkofigurer i trä.